# 王慈
王 慈（おう じ、451年 - 491年）は、南朝宋から斉にかけての官僚。字は伯宝。本貫は琅邪郡臨沂県。弟は王志。

## 経歴
王僧虔（王曇首の子）の子として生まれた。8歳のとき、外祖父にあたる南朝宋の江夏王劉義恭により内斎に迎えられ、欲しい宝物を与えることを約束されると、王慈は琴と石硯を取ってみせたため、劉義恭に賞賛された。王慈は幼くして従弟の王倹とともに学問に励んだ。秘書郎に任じられ、太子舎人に転じた。安成王劉準の下で撫軍主簿となり、記室に転じた。秘書丞となり、司徒左西属や右長史をつとめた。新安郡太守を代行した。黄門郎となり、太子中庶子に転じ、射声校尉を兼ねた。南朝斉の安成王蕭暠の下で冠軍長史となり、豫章王蕭嶷の下で司空長史をつとめた。司徒左長史となり、侍中を兼ねた。輔国将軍・豫章郡内史として出向した。
永明3年（485年）に父が死去すると、官を辞して喪に服した。喪が明けると、建武将軍・呉郡太守として再起した。寧朔将軍・大司馬長史に転じた。再び侍中の位を受け、歩兵校尉を兼ねた。
王慈は足を患っていたため、南朝斉の武帝により参朝のさいの乗車を許可された。冠軍将軍・司徒左長史に転じた。
永明9年（491年）、南朝斉の江夏王蕭鋒が南徐州刺史となると、王慈は冠軍将軍・東海郡太守となり、南徐州の事務を代行した。召還されて冠軍将軍・廬陵王中軍長史となった。任につかないうちに、死去した。享年は41。太常の位を追贈された。諡は懿といった。

## 妻子

### 妻
- 劉氏（劉秉の娘）

### 子
- 王観（南朝斉の武帝の長女の呉県公主を妻に迎えた）
- 王泰

### 女
- 女（江夏王蕭鋒の妃）
- 王韶明

## 伝記資料
- 『南斉書』巻46 列伝第27
- 『南史』巻22 列伝第12